# Elitserien i handboll för herrar 1992/1993
Elitserien i handboll för herrar 1992/1993 blev Redbergslids IK segrare.

## Tabeller

### Höst
Not: Lag 1-8 spelar i elitserien även under våren. Lag 9-12 spelar under våren i allsvenskan.
| Nr | Lag                  | S  | V  | O | F  | GM  | IM  | MS  | P  |
| -- | -------------------- | -- | -- | - | -- | --- | --- | --- | -- |
| 1  | Redbergslids IK      | 16 | 11 | 3 | 2  | 367 | 310 | +57 | 25 |
| 2  | Ystads IF (RM)       | 16 | 10 | 0 | 6  | 400 | 334 | +66 | 20 |
| 3  | IK Sävehof           | 16 | 9  | 2 | 5  | 338 | 318 | +20 | 20 |
| 4  | IF Saab              | 16 | 9  | 1 | 6  | 349 | 326 | +23 | 19 |
| 5  | IFK Skövde           | 16 | 8  | 3 | 5  | 339 | 334 | +5  | 19 |
| 6  | HK Drott             | 16 | 8  | 0 | 8  | 362 | 337 | +25 | 16 |
| 7  | IF Guif (U)          | 16 | 7  | 1 | 8  | 348 | 349 | −1  | 15 |
| 8  | Irsta HF             | 16 | 7  | 1 | 8  | 347 | 354 | −7  | 15 |
| 9  | BK Söder             | 16 | 6  | 2 | 8  | 333 | 352 | −19 | 14 |
| 10 | IFK Kristianstad (U) | 16 | 5  | 0 | 11 | 334 | 393 | −59 | 10 |
| 11 | IFK Karlskrona       | 16 | 3  | 4 | 9  | 301 | 368 | −67 | 10 |
| 12 | Växjö HF             | 16 | 4  | 1 | 11 | 312 | 355 | −43 | 9  |

### Vår
Not: Poängen från höstserien följer med till vårserien. Lag 1-2 till semifinal och lag 3-6 till kvartsfinal. Lag 7-8 har spelat färdig för säsongen och är klara för elitserien 1993/1994.
| Nr | Lag             | S  | V  | O | F  | GM  | IM  | MS  | P  |
| -- | --------------- | -- | -- | - | -- | --- | --- | --- | -- |
| 1  | Redbergslids IK | 30 | 21 | 3 | 6  | 687 | 597 | +90 | 45 |
| 2  | IK Sävehof      | 30 | 17 | 5 | 8  | 628 | 585 | +43 | 39 |
| 3  | Ystads IF       | 30 | 17 | 1 | 12 | 727 | 645 | +82 | 35 |
| 4  | HK Drott        | 30 | 16 | 2 | 12 | 686 | 641 | +45 | 34 |
| 5  | IFK Skövde      | 30 | 15 | 3 | 12 | 630 | 613 | +17 | 33 |
| 6  | IF Saab         | 30 | 14 | 1 | 15 | 647 | 629 | +18 | 29 |
| 7  | IF Guif         | 30 | 11 | 2 | 17 | 633 | 683 | −50 | 24 |
| 8  | Irsta HF        | 30 | 10 | 2 | 18 | 647 | 704 | −57 | 22 |

## SM-slutspel

### Kvartsfinaler
- Ystads IF–IFK Skövde 19–13, 27–25 (Ystads IF vidare)
- HK Drott–IF Saab 23–18, 27–19 (HK Drott vidare)

### Semifinaler
- Redbergslids IK–HK Drott 20–19, 21–25, 21–17 (Redbergslids IK vidare)
- IK Sävehof–Ystads IF 27–15, 31–20 (IK Sävehof vidare)

### Finaler
- Redbergslids IK–IK Sävehof 22–21, 23–19, 19–23, 15–20, 21–16 (Redbergslids IK svenska mästare)

## Svenska mästare
Redbergslids IK blir 1993 svenska mästare för 14:e gången.
Tränare: Reine Pedersen
Spelare
- Peter Gentzel
- Bengt Westphal
- Jerry Hallbäck
- Mikael Mellegård
- Anders Bäckegren
- Ljubomir Vranjes
- Stefan Lövgren
- Anders Tranberg
- Jörgen Egvik
- Martin Rydell
- Roger Persson
- Magnus Cato

## Skytteligan
|   | Spelare          | Lag             | Antal mål |
| - | ---------------- | --------------- | --------- |
| 1 | Tony Hedin       | Ystads IF       | 218       |
| 2 | Anders Bäckegren | Redbergslids IK | 159       |
| 3 | Inge Johansson   | IFK Skövde      | 156       |
| 4 | Ola Lindgren     | HK Drott        | 151       |
| 5 | Erik Hajas       | IF Guif         | 145       |

- Källa: [1]